# جبهة حماة العقيدة
جبهة حماة العقيدة هي إحدى الفصائل المسلحة في العراق. تأسست بتاريخ في أغسطس 2008 بعد اتحاد أربع فصائل عراقية وهي: منظمة الخضراء الإسلامية وحركة الكفاح الإسلامي وسرايا بغداد وكتيبة المقاومة العراقية. وقد تأسست الجبهة من أجل الوقوف بوجه الاحتلال الأميركي والإيراني.